# Leichhardt Range
Die Leichhardt Range ist ein Höhenzug in Queensland in Australien, der etwa 960 Kilometer nordwestlich von Brisbane  liegt. Die Range erhebt sich ab Mackay. Benannt ist der Höhenzug nach dem preußischen Entdecker Ludwig Leichhardt.
Der Höhenzug verläuft parallel zur Küste und erstreckt sich über 170 Kilometer mit einer durchschnittlichen Höhe von 355 Meter.
Die Bowen Developmental Road überquert den Höhenzug. Der Bowen River mündet am Ostrand der Leichhardt Range in den Burdekin River und der Kirk River entspringt nördlich und der Sellheim River südöstlich des Höhenzugs.